# Jerome Darr
Jerome Darr (* 21. Dezember 1910 in Baltimore; † 29. Oktober 1986 in Brooklyn, New York City) war ein US-amerikanischer Gitarrist in den Bereichen des Blues, R&B und Jazz.

## Biografie
Jerome Darr begann seine Musikerkarriere in einer „Jug“ Band, den Washboard Serenaders (1933–36), mit der er auch durch Europa tourte und in mehreren Musikfilmen spielte. Er wirkte in den 1940er Jahren bei den Three Chocolates von Chocolate Williams sowie bei zahlreichen Rhythm and Blues und Blues-Sessions mit, so in den R&B-Bands von Jimmy Wright, und Freddie Mitchell sowie in den 1950er Jahren mit der Vokalband Frankie Lymon & the Teenagers und mit Champion Jack Dupree (1955). Mehrere Jahre spielte Darr in Buddy Johnsons R&B-Band und war auch als Begleitmusiker bei Aufnahmen von Bebop-Musikern aktiv, so 1953 bei Paul Quinichette (The Vice Pres) und bei Charlie Parkers letzter Studio-Session im März 1954 („I Get A Kick Out Of You“). 1960 arbeitete er mit Rex Stewart (The Happy Jazz) und schließlich bei Jonah Jones, mit dem zusammen er 1972 auf dem Earl-Hines-Album Back on the Street zu hören war.

## Diskographische Hinweise
- Bird: The Complete Charlie Parker on Verve